# Robert Adler
Robert Adler (4. prosinec 1913, Vídeň – 15. únor 2007, Boise) byl rakousko-americký fyzik a vynálezce židovského původu. Jeho nejslavnějším vynálezem je dálkový televizní ovladač. Celkem přihlásil 58 patentů.
Vystudoval fyziku na univerzitě ve Vídni (1937). Po anšlusu Rakouska emigroval nejprve do Belgie, později do Anglie a nakonec do Spojených států amerických. Roku 1941 nastoupil do výzkumu ve firmě Zenith Electronics, který nakonec vedl. Zde vynalezl dálkový ovladač televizoru, přičemž jeho ultrazvukové řešení mezi mnoha podobnými zvítězilo a 25 let na trhu televizorů převládalo. K jeho posledním patentům patřila jedna z verzí dotykového displeje.